# Anthony Pons
Pour les articles homonymes, voir Pons.
Anthony Pons, né le 22 février 1973 à Neuilly-sur-Seine, est un pilote automobile français.

## Biographie
Anthony Pons s'engage en 2012 en European Le Mans Series au sein de l'écurie IMSA Performance Matmut et participe à certaines épreuves du Championnat du monde d'endurance FIA comme les 6 Heures de Spa et les 24 Heures du Mans.

## Palmarès
- Championnat VdeV
  - Vainqueur du Challenge endurance GT en 2011[1]

- European Le Mans Series
  - Champion dans la catégorie GTE Am en 2012
  - Vainqueur de la catégorie GTE Am au Petit Le Mans 2012
  - Vainqueur de la catégorie LMPC à Silverstone et au Paul Ricard en 2013

- Championnat du monde d'endurance FIA
  - Victoire dans la catégorie GTE Am aux 6 Heures de Spa 2012